# St. Nikolai (Kotliska)

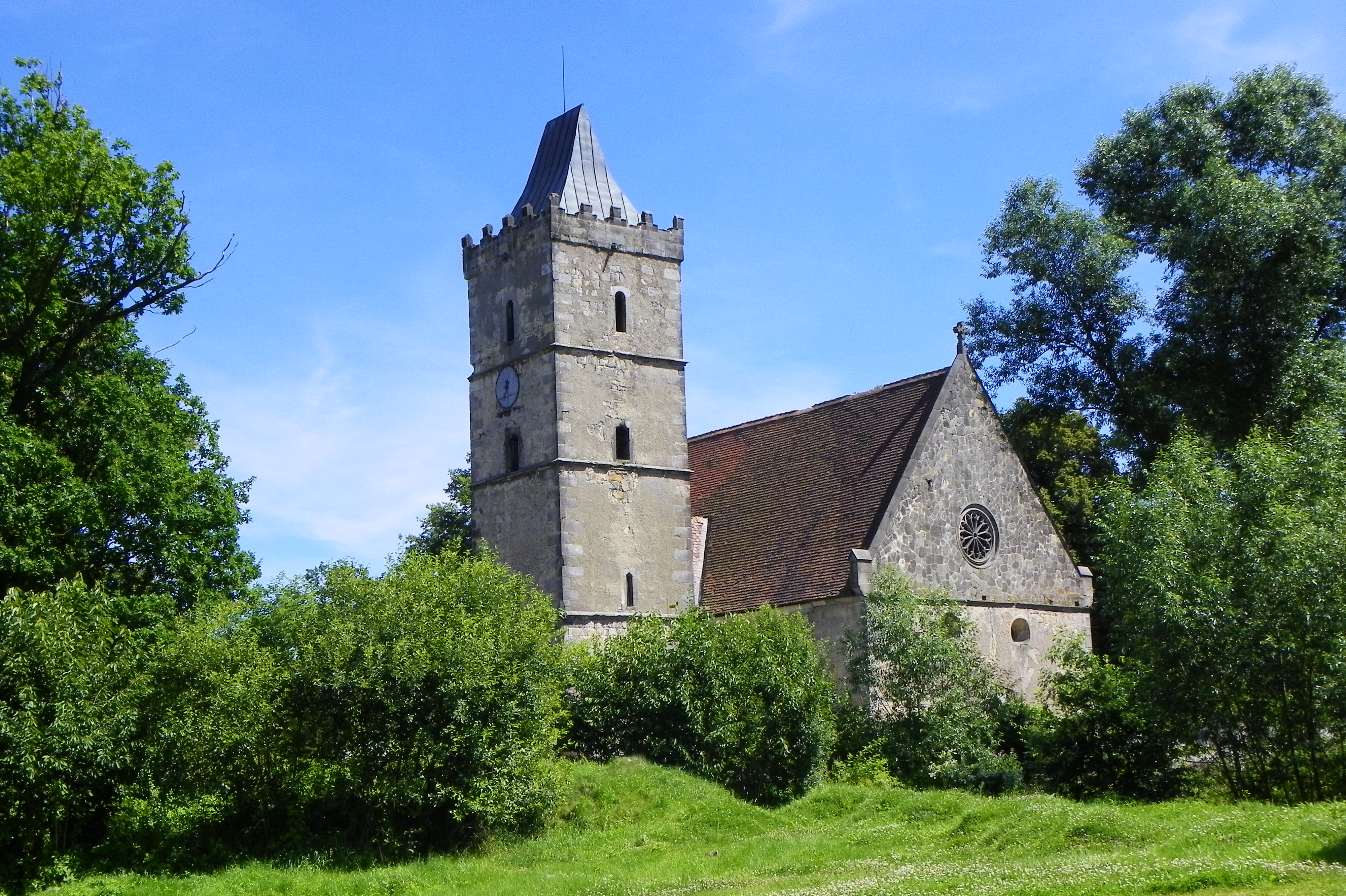
Kotliska, Kirche St. Nikolai

Die Kirche St. Nikolai (polnisch Kościół św. Mikołaja) in Kotliska (deutsch Kesselsdorf), einem Ort in der Gmina Lwówek Śląski (Löwenberg in Schlesien), ist seit 1945 ruinös. Bis 1945 gehörte sie zum Kirchenkreis Löwenberg 1 in der Kirchenprovinz Schlesien.

## Geschichte
Die Kirche wurde 1305 erwähnt. Der heute erhaltene Bau wurde an der Wende vom 15. zum 16. Jahrhundert erbaut, der Turm ein Jahrhundert später. Die Turmuhr stammt aus dem 19. Jahrhundert.
Im Februar 1945 quartierte sich im benachbarten Pfarramt ein Stab der Sowjetischen Armee ein. Ein Bomber der Wehrmacht sollte das Pfarramt angreifen, doch die Bombe verwüstete die Kirche. Die Glocke war bereits nach Ingolstadt gebracht worden. Der letzte Gottesdienst fand am 15. Februar 1945 statt. Nach der Vertreibung der deutschen Bevölkerung 1945/46 infolge des Zweiten Weltkriegs war die Kirche jahrzehntelang ungenutzt. Derzeit gibt es Bestrebungen, den Bau wieder nutzbar zu machen.

## Beschreibung
Die kleine Kirche ist ein charakteristisches Beispiel einer ländlichen Kirche im Isergebirgsvorland. Der einschiffige, geostete Bau aus Bruchsteinen wurde im Stil der Spätgotik erbaut. Der Chor ist an drei Seiten geschlossen und durch Strebepfeiler verstärkt. Der viergeschossige Turm auf quadratischem Grundriss ist im Norden angebaut. Das Langhaus ist mit einem hohen, der Chor mit einem niedrigeren Satteldach gedeckt, der Turm mit blechernem Dach mit kurzem First, wobei der Giebelteil mit einer Zinne bekrönt war.
Im Obergeschoss des Turms befinden sich kleine Fenster mit Sandsteinrahmen und eine Maßwerk-Rosette im Westgiebel, die im 19. Jahrhundert eingefügt wurde. Das dreijochige Kirchenschiff ist mit einer Holzdecke bedeckt, der Chor mit einem Kreuzrippengewölbe.
Als Rest der Originaldekoration hat sich bis heute der Stuckfries im Kirchenschiff erhalten. Der größte Teil der Innenausstattung wurde nach 1845 in andere Kirchen verbracht, u. a. polychrome Holzfiguren aus dem 15. und 18. Jahrhundert und eine Steinstatue des böhmischen Landesheiligen Nepomuk aus dem 18. Jahrhundert. An den Außenwänden der Kirche befanden sich zahlreiche steinerne, barocke Epitaphien der Familie von Eicke.

## Nachweise
- Landsmannschaft Schlesien (Hrsg.): Schlesische Nachrichten, März 2024, Seite 19

Koordinaten: 51° 9′ 19,1″ N, 15° 31′ 4,4″ O